# Station Seesen
Station Seesen (Bahnhof Seesen) is een spoorwegstation in de Duitse plaats Seesen, in de deelstaat Nedersaksen.

## Spoorlijnen
Het station ligt aan de spoorlijnen Seesen - Herzberg en Helmstedt - Holzminden. De spoorlijn naar Derneburg werd op 1 januari 1996 stilgelegd en deels opgebroken. In 2013 waren er overwegingen om de lijn te reactiveren. De plannen werden snel verworpen, doordat grotendeels van de spoordijk omgebouwd was tot fietspad, wat reactivering onrendabel maakte.

## Stationsgebouw
Het stationsgebouw van Seesen wordt nu nog beperkt gebruikt en bevindt in private handen. Naast de wachtruimte is er ook een DB-Reisagentschap in het gebouw ondergebracht. 

## Indeling
Het station beschikt over drie perronsporen met een lengte van 140 meter en een hoogte van 55 centimeter. Het station werd in kader van het project "Niedersachsen ist am Zug II" voor ongeveer €2,6 miljoen toegankelijk gemaakt. Er werden liften in het zijperron (spoor 1) en het eilandperron (spoor 2 en 4) geïnstalleerd. Op elk perron is er een matrixdisplay geplaatst die informeert over vertragingen of andere wijzigingen in de dienstregeling. Het oude goederenstation in Seesen wordt niet meer gebruikt en raakte in verval. Het niet meer gebruikte emplacement voor het goederenverkeer werd tot 2013 opgebroken. Het spoor 3 van het reizigersstation werd eveneens teruggebouwd. 

## Verbindingen
De volgende treinseries doen het station Seesen aan:
| Serie | Treinsoort                   | Route                                                                   | Bijzonderheden                  |
| ----- | ---------------------------- | ----------------------------------------------------------------------- | ------------------------------- |
| RB 46 | Regionalbahn (DB Regio Nord) | Braunschweig Hbf – Salzgitter-Ringelheim – Seesen – Herzberg (Harz)     | 1x per twee uur in het weekend. |
| RB 82 | Regionalbahn (DB Regio Nord) | Göttingen – Northeim (Han) – Kreiensen – Seesen – Goslar – Bad Harzburg |                                 |